# Mohamed Ben Rehaiem
Mohamed Ben Rehaiem, noto anche come Hammadi Agrebi (Sfax, 20 marzo 1951 – Sfax, 21 agosto 2020), è stato un calciatore tunisino, di ruolo centrocampista.

## Palmarès

### Club

#### Competizioni nazionali
- Campionato tunisino: 1

Sfaxien: 1977-1978